# 30-as busz (Pécs)

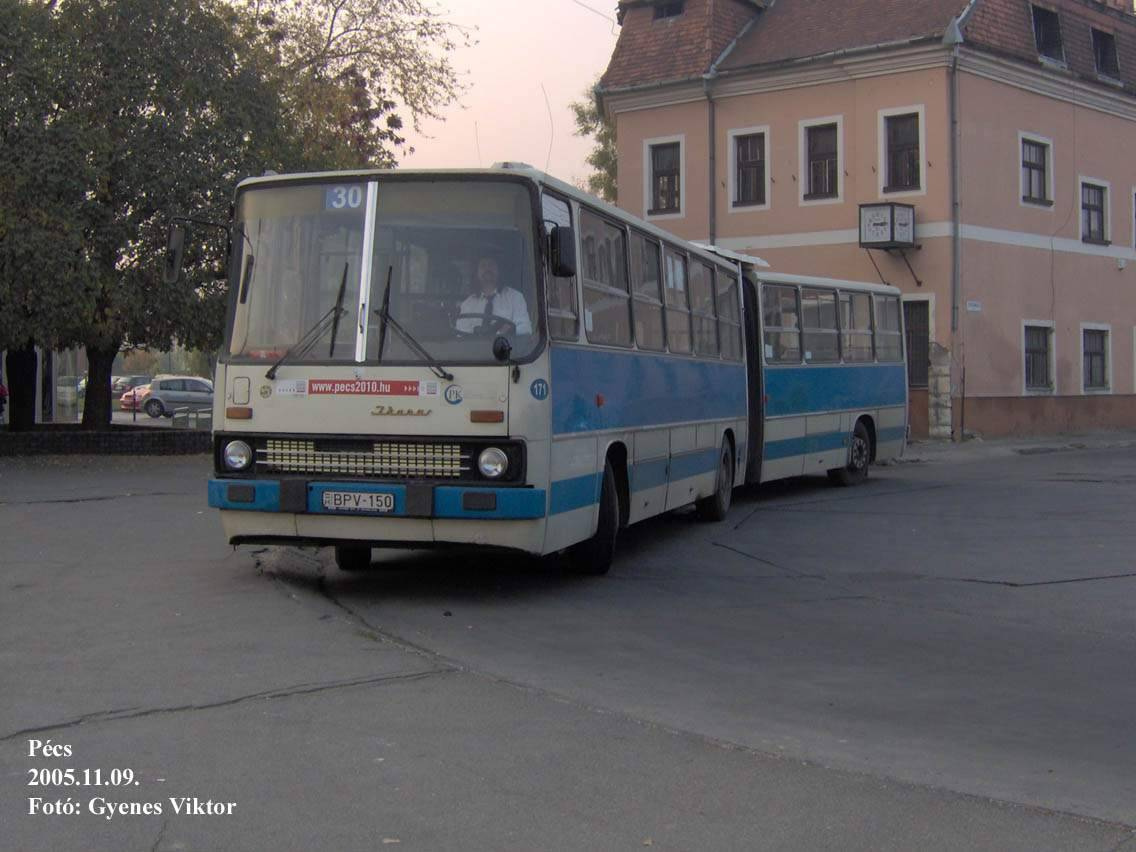
Ikarus 280-as busz 2005-ben

A pécsi 30-as jelzésű autóbusz Pécs Belvárosában közlekedik, a Főpályaudvar és a Klinikák között. A vasútállomástól indul, majd érinti a vásárcsarnokot, a távolsági-autóbusz-állomást, illetve a Pécsi Tudományegyetem több karát is. Igen közkedvelt járat főleg az egyetemisták körében, hiszen ezzel a járattal jutnak el az egyetemre, illetve az egyetemről Belvárosba. Nem ritka a 8 perces követés mellett is a tömött járat. A 30-as busz fél óra alatt fordul meg a 7,8 km-es távon.
2009. július 7-éig a járat a város főtérét keresztülszelve közlekedett. 2010 júniusáig a járatok 30T jelzéssel terelőúton közlekedtek többféle útvonalon (leggyakrabban Főpályaudvar – Vásárcsarnok – Zsolnay-szobor – Kórház tér – Petőfi utca – Kürt utca vonalon). 2010 júniusától a Kürt utca irányába, 2010. szeptember 1-jétől a Főpályaudvar felé is a jelenlegi útvonalán közlekedik, újra 30-as jelzéssel.

## Története
1945-től, az első autóbuszjáratok elindulásakor a Széchenyi téren volt minden járat végállomása, innen indultak járatok a város minden pontjára. Majd az 1960-as évektől kezdve a tér szerepe csökkent a tömegközlekedésben, csak a mecseki és a temetői járatok indultak innen, a többi járat már csak áthaladt a téren. 1964-ben megszűnt a végállomás.
A 30-as járat 1960. szeptember 1-jén indult először a Főpályaudvar és a Kürt utca között. Útvonala többször változott az évek során, járt a Janus Pannonius utcán, az Esze Tamás utcán és az Alkotmány utca keleti szakaszán is. A 90-es években Széchenyi tér - Aradi vértanúk útja útvonalon közlekedett. 2009. július 7-étől az autóbuszok már nem a Széchenyi tér érintésével közlekedtek, 30T jelzéssel a Kórház tér felé kerültek. Július 20-ától iskolakezdésig azonban a Kórház teret kikerülve, a József Attila utca – Petőfi utca útvonalon közlekedett. 2010. júniusától a Kürt utca irányába, 2010. szeptember 1-jétől mindkét irányba a Barbakán felé közlekedik, és ismét 30-as jelzéssel közlekedik.

## Útvonala
| Főpályaudvar → Klinikák | Klinikák → Főpályaudvar |
| --- | --- |
| Főpályaudvar – Vasút utca – Kálvin utca – Bajcsy-Zsilinszky utca – Rákóczi út – Klimó György utca – Kodály Zoltán utca – Alkotmány utca – Ifjúság útja – Klinikák | Klinikák – Ifjúság útja – Alkotmány utca – Kodály Zoltán utca – Klimó György utca – Rákóczi út – Szabadság utca – Nagy Lajos király útja – Bajcsy-Zsilinszky utca – Kálvin utca – Vasút utca – Főpályaudvar |

## Megállóhelyei
| 30 (Főpályaudvar – Klinikák) |                               |          | |                                                                       |
| Perc (↓)                     | Megállóhely                   | Perc (↑) | Megállóhelyet érintő járatok | Létesítmények                                                         |
| 0                            | Főpályaudvar végállomás       | 14       | 3, 3E, 4, 4Y, 6, 6E, 7, 7Y, 8, 13, 13E, 13Y, 14, 14Y, 15, 15A, 20, 30, 31, 32, 32Y, 33, 34, 34Y, 35, 35Y, 36, 37, 38, 38Y, 39, 40, 41, 41E, 41Y, 42, 42Y, 43, 44, 46, 47, 73, 73Y, 104, 104A, 104E, 104Y, 130, 130A, 140 · Helyközi autóbuszok · Főpályaudvar | Vasútállomás, MÁV Területi Igazgatósága, Helyi Autóbusz-állomás       |
| 2                            | Vásárcsarnok                  | 12       | 4, 4Y, 13, 13E, 13Y, 15, 15A, 30, 31, 32, 32Y, 33, 34Y, 35Y, 44, 46, 60, 60Y, 103, 104, 104A, 104E, 104Y, 109E, 130, 130A | Vásárcsarnok, Árkád, Távolsági autóbusz-állomás                       |
| 4                            | Árkád, Bajcsy-Zsilinszky utca | ∫        | 2, 2A, 2E, 3, 3E, 4, 4Y, 6, 6E, 7, 7Y, 8, 13, 13E, 13Y, 14, 14Y, 15, 15A, 22, 23, 23Y, 24, 25, 26, 26A, 27, 27Y, 28, 28A, 28Y, 29, 30, 33, 38, 38Y, 39, 40, 60, 60Y, 73, 73Y, 102, 102Y, 103, 104, 104A, 104E, 104Y, 107E, 109E, 130, 130A, 140               | Árkád, Kossuth tér, Konzum áruház, Anyakönyvi Önkormányzat, APEH      |
| 6                            | Zsolnay-szobor                | 9        | 2, 2A, 2E, 3, 3E, 6, 6E, 7, 7Y, 8, 13Y, 14, 14Y, 22, 23, 23Y, 24, 25, 26, 26A, 27, 27Y, 28, 28A, 28Y, 29, 30, 31, 32, 32Y, 34, 34Y, 35, 35Y, 36, 37, 38, 38Y, 39, 40, 44, 46, 47, 73, 73Y, 102, 102Y, 103, 107E, 109E, 130, 140                               | Postapalota, OTP, ÁNTSZ, Megyei Bíróság, Zsolnay-szobor               |
| 7                            | Kórház tér                    | 7        | 2, 2A, 2E, 25, 26, 26A, 27, 27Y, 28, 28A, 28Y, 29, 30, 31, 32, 32Y, 34, 34Y, 35, 35Y, 36, 37, 44, 46, 47, 102, 102Y, 103, 107E, 109E, 130 | Megyei Kórház, Jakováli Hasszán dzsámija, Hotel Pátria                |
| ∫                            | Barbakán                      | 5        | 30, 30Y, 31, 32, 32Y, 34, 34Y, 35, 35Y, 36, 103, 130 | Bazilika, Pécsi Barbakán, Pécsi ókeresztény sírkamrák, Püspöki palota |
| 10                           | Kodály Zoltán utca            | ∫        | 30, 30Y, 31, 32, 32Y, 34, 34Y, 35, 35Y, 36, 103, 130 | Bazilika, Pécsi Barbakán, Pécsi ókeresztény sírkamrák, Püspöki palota |
| 12                           | Alkotmány utca                | 3        | 30, 30Y, 37, 46, 47, 55, 103, 109E, 130 |                                                                       |
| 13                           | Ifjúság útja                  | 1        | 30, 30Y, 37, 46, 47, 55, 103, 109E, 130 | PTE BTK, PTE TTK                                                      |
| 15                           | Klinikák végállomás           | 0        | 30, 30Y, 55, 103, 109E, 130 | PTE ÁOK, 400 Ágyas Klinika, Szentágothai János Kutatóközpont          |